# 哈圖圖島

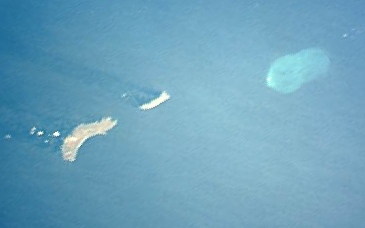

哈圖圖島（Hatutu）是法屬波利尼西亞的島嶼，屬於馬克薩斯群島的一部分，位於埃奧島以東2公里的太平洋海域，由努库希瓦市镇管辖，面積6.4平方公里，最高點海拔高度428米，島上無人居住。